# キヤノン EOS-1Ds

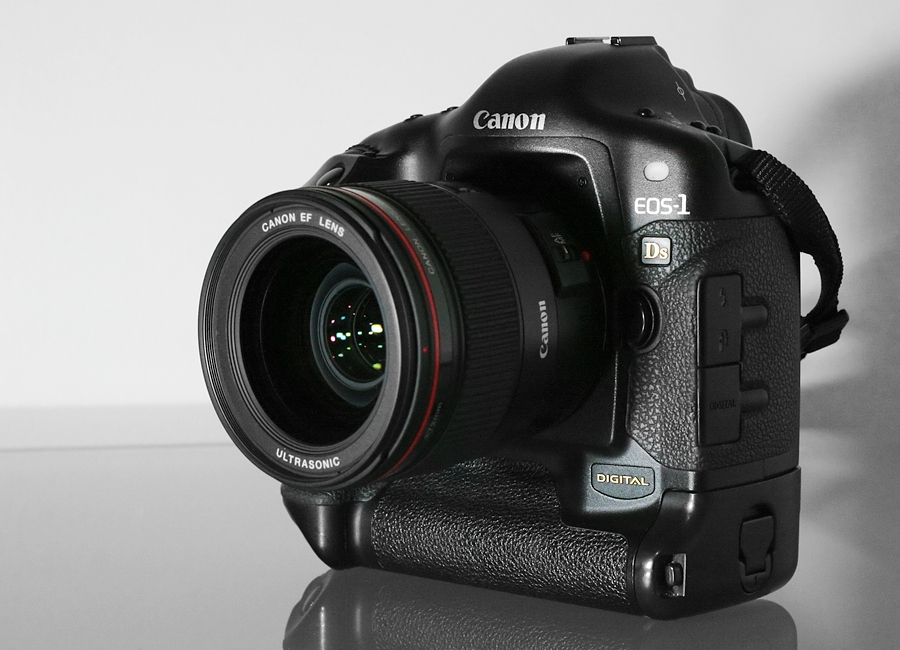
キヤノン EOS-1Dsと35mmレンズ

キヤノン EOS-1Ds（キヤノン イオス ワン ディー エス）は、2002年に発売されたキヤノン製デジタル一眼レフカメラである。同社のフラッグシップモデルで、35mmフルサイズのセンサーを搭載している。下位機種にEOS-1DやEOS 5Dがある。
名称EOS-1Dsのsは英語のSuper、Superior、Supremeの頭文字でEOS-1Dベースの最高画質機であることを表している。
キヤノンは、2011年10月18日に「EOS-1D X」を2012年3月下旬に発売することを発表する。用途別に、スタジオ撮影向け（画素数優先タイプ）の「EOS-1Ds」と、報道・スポーツ向け（連写性能優先タイプ）の「EOS-1D」のプロフェッショナルモデルが、「EOS-1D X」の1台でカバーすることが可能としている。
「EOS-1D X」の発売にともない、「EOS-1Ds Mark III」と「EOS-1D Mark IV」は製造終了となる。
なお、ここでは後継機種のEOS-1Ds MarkII、EOS-1Ds MarkIIIについても取り上げる。

## EOS-1Ds（初代）
EOS-1Dsは、スタジオ撮影を中心とするプロユーザー向けに開発される。製造終了。

### 主な仕様
- ［型式］ 
  - 形式 デジタル一眼レフレックスAF・AEカメラ
  - 記録媒体 CFカード（タイプI、II準拠）
  - 撮像画面サイズ 35.8×23.8mm
  - 使用レンズ キヤノンEFレンズ群（EF-Sレンズを除く）
  - レンズマウント キヤノンEFマウント
- ［撮像素子］ 
  - 形式 高解像度大型単板CMOSセンサー
  - 画素数 有効画素：約1110万画素（4082×2718）
  - 総画素：約1140万画素（4160×2736）
  - アスペクト比 3:2
  - カラーフィルター方式 RGB 原色フィルター
  - ローパスフィルター 固定式、撮像素子前面に配置
- ［記録形式］ 
  - 記録フォーマット形式 DCF (Design rule for Camera file system)、（JPEG）および、RAW
  - 記録画像形式 JPEG（24bitフルカラー、RGB各色8bit）、RAW（12bit） 
    - RAW+JPEG同時記録 可能

  - ファイルサイズ（記録画素数） （1）ラージ／ファイン：約4.1MB（4064×2704画素）
    - （2）ラージ／ノーマル：約1.7MB（4064×2704画素）
    - （3）スモール／ファイン：約1.4MB（2032×1352画素）
    - （4）RAW：約11.4MB（4064×2704画素）
    - (*) ファイルサイズは被写体条件、ISO感度により異なる

  - フォルダ設定 フォルダ作成/選択可能 
    - ファイル番号 （1）通し番号
    - （2）オートリセット
    - （3）強制リセット
    - 現像パラメーター 標準のほか、任意設定した現像パラメーターを3種類登録可能

  - インターフェース
    - IEEE1394（専用ケーブル使用）
- ［ホワイトバランス］ 
  - 種類 オート、太陽光、日陰、くもり、電球、蛍光灯、ストロボ、マニュアル、色温度数値・直接設定、カスタムホワイトバランス（計10種類）
  - オートホワイトバランス 撮像素子と専用外測センサーを用いたハイブリッド・オートホワイトバランス
  - カスタムホワイトバランス 任意設定したホワイトバランスを3種類登録可能
  - 色温度補正 ホワイトバランスブラケティング：1段ステップ±3段
- ［カラーマトリックス］ 
  - 種類
    - sRGB、Adobe RGB2種類の色空間。sRGBでは4種類の色合いから好みのタイプを選択可能（計5種類）
- ［ファインダー］ 
  - 方式 ペンタプリズム使用、アイレベル式
  - 視野率 上下左右とも約100%（対有効画素・視野率）
  - 倍率 0.7倍（50mmレンズ・∞・－1dpt）
  - アイポイント 20mm
  - 視度調整範囲 －3.0～＋1.0dpt
  - フォーカシングスクリーン 交換式（9種類）、Ec-CIII標準装備
  - ミラー クイックリターン式全面ハーフミラー（透過：反射＝37:63、ミラー切れ：1200mm F5.6までなし）
  - ファインダー情報 AF情報（AFフレーム、合焦マーク）、露出情報（シャッター速度、絞り数値、マニュアル露出、測光範囲、ISO感度、露出レベル、露出警告）、ストロボ情報（充電完了、ハイスピードシンクロ、FEロック、調光レベル）、JPEG記録、撮影可能コマ数情報、CFカード情報
  - 被写界深度確認 絞り込みボタンによる
  - アイピースシャッター 内蔵
- ［オートフォーカス］ 
  - 方式 CMOSセンサーによるTTL-AREA-SIR方式
  - AFフレーム 45点エリアAF
  - 測距輝度範囲 EV 0～18（常温・ISO 100相当）
  - フォーカスモード ワンショットAF（ONE SHOT）、AIサーボAF（AI SERVO）、手動（MF）
  - AFフレーム選択 自動選択、任意選択、ホームポジション（登録AFフレームへの切り換え）
  - AFフレーム選択表示 ファインダー内スーパーインポーズと表示パネルによる
  - AF補助光 専用ストロボの内蔵AF補助光による
- ［露出制御］ 
  - 測光方式 21分割TTL開放測光
    - （1）評価測光（全てのAFフレームに対応）
    - （2）部分測光（中央部・ファインダー画面の約13.5%）
    - （3）スポット測光
      - ・中央部スポット測光（ファインダー画面の約3.8%）
      - ・AFフレーム連動スポット測光（ファインダー画面の約3.8%）
      - ・マルチスポット測光（最大入力回数8回)

    - （4）中央部重点平均測光

  - 測光範囲 EV0～20（常温・50mm F1.4使用・ISO100相当）
  - 露出制御方式 プログラムAE（シフト可）、シャッター優先AE、絞り優先AE、深度優先AE、E-TTLストロボAE、マニュアル露出、ストロボメータードマニュアル
  - ISO感度 100～1250相当（1/3段ステップ）、ISO 50相当の感度拡張が可能
  - 露出補正 AEB：1/3段ステップ±3段
    - 補正因子：（1）シャッター速度と絞り数値
    - （2）ISO感度
      - 手動：1/3段ステップ±3段（AEB併用可能）

  - AEロック 自動：ワンショットAF・評価測光時、合焦と同時にAEロック
    - 手動：AEロックボタン押しによる（全ての測光方式で可能）
- ［シャッター］ 
  - 形式 電子制御式・フォーカルプレーンシャッター
  - シャッター速度 1/8000～30秒（1/3段ステップ）、バルブ、 X＝1/250秒
  - レリーズ方式 ソフトタッチ電磁レリーズ
  - 長秒時露光のノイズ低減機能 シャッター速度1/15秒～バルブ時に機能
  - セルフタイマー 10秒後/2秒後撮影
  - リモコン N3タイプ端子リモコン対応
- ［ストロボ］ 
  - EOS専用ストロボ EXシリーズスピードライト使用時E-TTL自動調光
  - シンクロ端子 あり
- ［ドライブ関係］ 
  - ドライブモード 1コマ撮影/連続撮影
  - 連続撮影速度 約3コマ/秒
  - 連続撮影時の最大撮影コマ数 全ての記録形式において約10コマ
- ［液晶モニター］ 
  - 形式 TFT式カラー液晶モニター
  - 画面サイズ 2.0型
  - 画素数 約12万画素
  - 視野率 約100%（対有効画素・視野率）
  - 輝度調整 5段階に調整可能
- ［再生機能］
  - 画像表示形式 (1) 1コマ(Info.)
    - (2) 1コマ
    - (3) 4コマインデックス
    - (4) 9コマインデックス表示

  - ハイライト表示 画像表示形式1コマ（Info.）と、1コマのとき、画像情報のない白部分を点滅表示
- ［記録画像のプロテクト／消去］
  - プロテクト 1コマ／フォルダ内全画像／カード内全画像の単位でプロテクト、または解除

消去 1コマ／フォルダ内全画像／カード内全画像の単位で消去（プロテクト画像をのぞく） 
- ［録音機能］ 
  - 記録方式 内蔵マイクで取り込んだ音声を記録画像に添付
  - 録音形式 WAV形式
  - 録音時間 1回につき最長約30秒
- ［メニュー機能］ 
  - メニュー内容 (1)撮影系 (2)再生系(3)セットアップ系 (4)カスタム機能／パーソナル機能
  - 液晶モニター表示言語 日本語／英語／フランス語／ドイツ語／スペイン語
  - ファームウェアアップデート ユーザー対応にて可能
- ［カスタマイズ機能］ 
  - カスタム機能
    - 21種67項目
    - パーソナル機能
    - 25種
- ［電源関係］ 
  - 使用電池 ニッケル水素パックNP-E3、1個使用
  - ACアダプター、DCカプラー併用により、AC駆動可能
  - 撮影コマ数 常温（20℃）：約600、低温（0℃）：約450
  - フル充電のニッケル水素パックNP-E3使用時
  - バッテリーチェック 自動
  - 節電機能 あり、設定時間（1／2／4／8／15／30分）経過で電源OFF
  - バックアップ電池 リチウム電池CR2025、1個使用
- ［大きさ・質量］ 
  - 大きさ 156（幅）×157.6（高さ）×79.9（奥行）mm
  - 質量 1265g（本体のみ。電池335g）
- ［動作環境］
  - 使用温度 0℃～＋45℃
  - 使用湿度 85%以下

## EOS-1Ds Mark II（2代目）
EOS-1Ds Mark IIは、ポートレートやスタジオ撮影を中心とするプロユーザー向けにEOS-1Dsの後継機種として開発される。製造終了。